# Ørum Sogn (Randers Kommune)
 For alternative betydninger, se Ørum Sogn. (Se også artikler, som begynder med Ørum Sogn)
Ørum Sogn er et sogn i Randers Søndre Provsti (Århus Stift).
I 1800-tallet var Ørum Sogn anneks til Værum Sogn. Begge sogne hørte til Galten Herred i Randers Amt. Ørum Sogn tilhørte Værum-Ørum Kommune fra 1842 til 1970. Kommunen blev ved kommunalreformen i 1970 indlemmet i Langå Kommune, som ved strukturreformen i 2007 blev delt mellem Favrskov Kommune og Randers Kommune. Ørum Sogn kom til Randers Kommune.
I Ørum Sogn ligger Ørum Kirke.
I sognet findes følgende autoriserede stednavne:
- Christianslund (landbrugsejendom)
- Frisenvold (bebyggelse, ejerlav)
- Gyden (bebyggelse)
- Jebjerg (bebyggelse, ejerlav)
- Lysnet (areal)
- Væth (bebyggelse, ejerlav)